# Criquetot-le-Mauconduit
Criquetot-le-Mauconduit – miejscowość i gmina we Francji, w regionie Normandia, w departamencie Sekwana Nadmorska.
Według danych na rok 1990 gminę zamieszkiwały 142 osoby, a gęstość zaludnienia wynosiła 34 osoby/km² (wśród 1421 gmin Górnej Normandii Criquetot-le-Mauconduit plasuje się na 757. miejscu pod względem liczby ludności, natomiast pod względem powierzchni na miejscu 754.).